# Shinshūi Wakashū
Shinshūi Wakashū (新拾遺和歌集?, Nuova raccolta di spigolature), è la diciannovesima Chokusen wakashū (勅撰和歌集?, Antologia imperiale) giapponese di waka e l'undicesima delle Jūsandaishū. Compilata da Nijō Tameaki, commissionata dal daijō Tennō Go-Kōgon su richiesta dello shōgun Ashikaga Yoshiakira, appartenente allo shogunato Ashikaga. Si compone di venti volumi contenenti 1.920 waka.

## Realizzazione
Nel 1363 (Jōji 2), il secondo shogun dello shogunato Muromachi, Ashikaga Yoshiakira, ordinò all'imperatore Go-Kōgon di far realizzare una raccolta di poesie waka. Nell'ottobre del 1364 (Jōji 3) Tameaki morì, gli successe Ton'a, che fu completò l'opera nel dicembre 1364.
Il libro è composto dalle seguenti sezioni: Primavera, Estate, Autunno, Inverno, Celebrazione, Separazione, Viaggio, Dolore, Amore (1-5), Divinità, Buddismo, Varie (superiore e inferiore). Si dice che il motivo per cui molti dei poeti nelle sezioni Amore e Varie siano monaci è perché sono stati selezionati da To'a.